# Tsagkarada
Tsagkarada (Greco: Τσαγκαράδα) è un villaggio greco che era parte del comune di Mouresi prima della riforma del 2011, quando quest'ultimo è entrato a far parte del comune di Zagora-Mouressio.
La popolazione nel 2001 ammontava a 710 persone (784 se si include il distretto municipale di Mylopotamos).

## Geografia fisica
Tsagkarada è collocata a sudest di Zagora, a nord di Agios e Lavrentios e si trova a circa 55 km ad est della città di Volos (capoluogo della Magnesia).
Il paese è disposto sul declivio delle montagne del Pelio e si inerpica da nord a sud con costruzioni residenziali, circondato da foreste. Il villaggio è situato ad un'altitudine di 450 metri e offre una vista sul Mar Egeo a nordest. L'area attorno a Tsagkarada è ricca di boschi ad est mentre ad ovest si espandono le pianure e il crinale del monte Pelio.

## Monumenti e luoghi d'interesse

### Architetture religiose
- Chiesa di Agia Paraskevi, fatta costruire nel 1909 per volere di Nicholas Stagos.
- Chiesa di Agion Taxiarchon, risalente al 1786, si tratta del più antico edificio religioso del paese.
- Chiesa di Agia Kiriaki, risalente al 1882, possiede un imponente campanile.
- Chiesa di Agios Stefanos, situata nell'omonima piazza.
- Chiesa di Panagia Megalomata, situata su uno sperone di roccia nei pressi della spiaggia di Fakistra, fu utilizzata segretamente come scuola durante il periodo dell'occupazione ottomana.

### Architetture civili
- Scuola Nanopouleios, fatta costruire dal benefattore locale Nicholas Nanopoulos nel 1863, si presenta in stile neoclassico e fu sede della facoltà di Economia. Oggi è la scuola elementare del paese.[1]
- Museo di storia locale, ospitato nel palazzo della Scuola commerciale Achilopouleios, fondata nel 1903 da Sofocles Achilopoulos.[2]

### Aree naturali
Nei pressi del paese sono situate spiagge molto note e interessanti dal punto di vista naturalistico:
- Fakistra[3]
- Milopotamos[4]
- Labinou[5]

## Società

### Evoluzione demografica

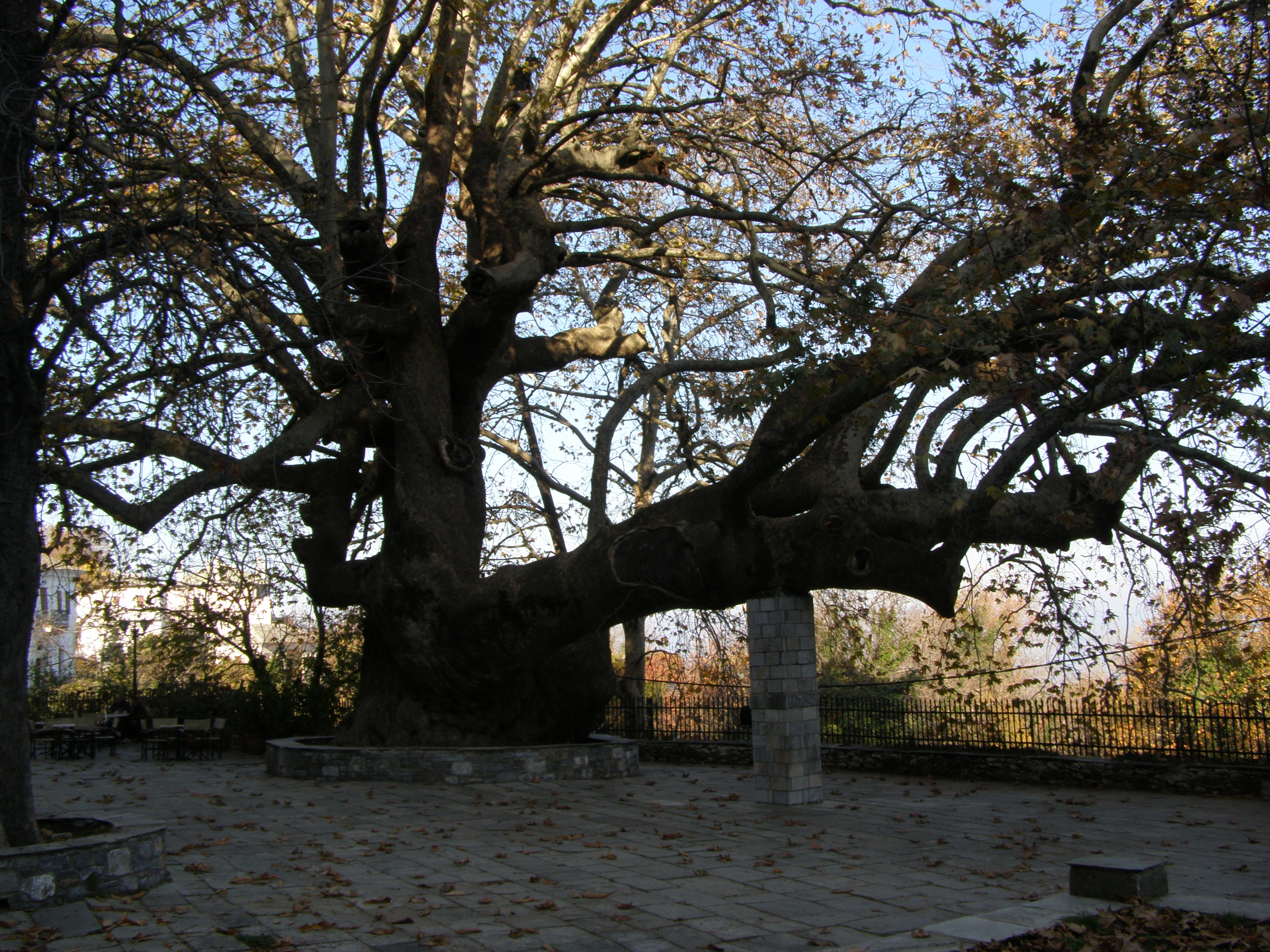
Il platano secolare di Agia Kiriaki

| Anno | Popolazione |
| ---- | ----------- |
| 1981 | 646         |
| 1991 | 722         |
| 2001 | 710         |

## Geografia antropica
Il paese è diviso in quattro distretti: Agia Paraskevi (il centro del villaggio), Agion Taxiarchon (la parte più antica), Agios Stefanos e Agia Kiriaki. Ognuno dei distretti è composto da una piazza centrale su cui si affaccia una chiesa, che porta nel titolo il nome della località. Interessante è l'enorme platano secolare situato nella piazza di Agia Kiriaki.

## Economia
Le principali fonti di reddito sono l'agricoltura e la vendita di prodotti locali nei negozi. I campi coltivati non sono distanti dal villaggio. Importante è anche il turismo balneare, grazie alla presenza di rinomate spiagge, e quello invernale, grazie alla vicinanza con le piste da sci del monte Pelio.